# Карл фон Изенбург-Бюдинген-Бирщайн
Карл (II) Виктор Амадей Волфганг Казимир Адолф Бодо фон Изенбург-Бюдинген-Бирщайн (на немски: Karl II, Fürst zu zu Isenburg; Karl Viktor Amadeus Wolfgang Kasimir Adolf Bodo Fürst zu Isenburg und Büdingen in Birstein; * 29 юли 1838 в Бирщайн; † 4 април 1889 в Шлакенверт при Карлсбад, Бохемия) е 5. княз на Изенбург-Бюдинген в Бирщайн.
Той е шеф на фамилията Изенбург-Бирщайн, член на Пруската господарска къща и на Първата парламент-камера на съсловията на Велико херцогство Хесен.
Той е единствен син на наследствен принц Виктор Александер фон Изенбург-Бюдинген-Бирщайн (1802 – 1843) и съпругата му принцеса Мария Кресценция Еулалия фон Льовенщайн-Вертхайм-Розенберг (1813 – 1878), дъщеря на княз Карл Томас фон Льовенщайн-Вертхайм-Розенберг (1783 – 1849) и графиня София Лудовика Вилхелмина цу Виндиш-Грец (1784 – 1848).
Внук е на княз Карл фон Изенбург-Бирщайн (1766 – 1820) и графиня Шарлота Августа фон Ербах-Ербах (1777 – 1846).
След ранната смърт на баща му, чичо му княз Волфганг Ернст III фон Изенбург-Бирщайн (1798 – 1866), поема опекунството над принц Карл. След смъртта на чичо му през 1866 г., Карл поема управлението като Карл II.
Карл фон Изенбург-Бюдинген-Бирщайн умира внезапно по време на пътуване на 4 април 1889 г. в дворец Остров (Шлакенверт) при Карлови Вари (Карлсбад) в Бохемия на 60 години.

## Фамилия
Карл фон Изенбург-Бюдинген-Бирщайн се жени на 31 май 1865 г. в Брандайз, Бохемия за ерцхерцогиня Мария Луиза Австрийска-Тосканска (* 31 октомври 1845, Флоренция; † 27 август 1917, Ханау) от династията Хабсбурги, дъщеря на велик херцог Леополд II от Тоскана и ерцхерцог на Австрия (1797 – 1870) и принцеса Мария Антония от Неапол-Сицилия (1814 – 1832), дъщеря на крал Франц I от двете Сицилии (1777 – 1830). Те имат девет деца:
- Леополд Волфганг Ернст Мария Фердинанд Карл Михаел Антон Виктор Лудвиг Йозеф Йохан Баптист Франц фон Изенбург-Бюдинген-Бирщайн (* 10 март 1866, Офенбах; † 30 януари 1933, Мюнхен), наследствен принц на Изенбург-Бюдинген-Бирщайн, на 2 февруари 1898 г. отстъпва правата си в полза на брат му, женен I. на 2 декември 1924 г. в Берхтесгаден за принцеса и херцогиня Олга Мария Ида София Паулина Августа фон Саксония-Ваймар-Айзенах (* 8 септември 1869, Щутгарт; † 12 януари 1924, Берхтесгаден), II. на 2 декември 1924 г. в Берхтесгаден за графиня Мария Екбрехт фон Дюркхайм-Монтмартин (* 27 октомври 1880, Мюнхен; † 14 декември 1937, Бад Хомбург фор дер Хьое)
- Мария Антоанета Шарлота Анна София Аделхайд Изабела Еулалия Леополдина Августа Беатрикс Алойзия Михаела Ангела Схоластика фон Изенбург-Бюдинген-Бирщайн (* 10 февруари 1867; † 12 август 1943, Бирщайн), неомъжена
- Мария Михаела Йохана Антония Леополдина Каролина Аделхайд Еулалия София Алойзия Анна Елизабет фон Изенбург-Бюдинген-Бирщайн (* 24 юни 1868, Бирщайн; † 19 март 1919, Берлин), неомъжена
- Франц Йозеф Мария Леополд Антон Карл Алойз Виктор Волфганг Бонифациус фон Изенбург (* 1 юни 1869, Бирщайн; † 15 септември 1939, Франкфурт ам Майн), 6. княз на Изенбург и Бюдинген, става от 1913 г. княз на Изенбург, женен на 19 май 1896 г. в Дармщат за принцеса Фридерика Мария Терезия София Елеонора Евгения Ернестина фон Золмс-Браунфелс (* 29 март 1873, Бон; † 21 април 1927, Ханау)
- Карл Йозеф Мария Антон Леополд Виктор Франц Михаел Пиус Алойзиус Симон фон Изенбург-Бюдинген-Бирщайн (* 18 евруари 1871, Офенбах; † 6 януари 1951, Рапало), принц на Изенбург-Бюдинген-Бирщайн, женен на 24 август 1895 г. в Лондон (морганатичен брак) за Берта Левис (* 16 март 1872, Ню Орлеанс, Луизиана; † 22 април 1930, Санта Маргерита до Рапало)
- Виктор Салватор Карл Мария Леополд Антон Алойзиус Йозеф Йоханес Казимир фон Изенбург-Бюдинген-Бирщайн (* 29 февруари 1872, Офенбах; † 4 февруари 1946, Берлин), принц на Изенбург-Бюдинген-Бирщайн, женен на 11 април 1908 г. в Нюрнберг за Леонтина Рорер, 31 март 1908 г. фрайфрау фон Ромбах (* 27 януари 1886, Шлакенверт при Карлсбад; † 7 ноември 1950, Берлин-Шарлотенбург)
- Алфонс Мария Леополд Антон Карл Алойз Йозеф Франц Пиус Йоханес Михаел Хайнрих фон Изенбург-Бюдинген-Бирщайн (* 6 февруари 1875, Офенбах; † 22 Апр 1951, Лангензелболд), принц на Изенбург-Бюдинген-Бирщайн, женен на 1 декември 1900 г. в Беков (Печау), Бохемия за графиня Паулина Мария Маргуерита фон Бофор-Спонтен (* 8 ноември 1876, Париж; † 11 декември 1955, Лангензелболд)
- Мария Елизабет Франциска Антония Леополдина Каролина Алойзия Анна София Камила Пракседис фон Изенбург-Бюдинген-Бирщайн (* 18 юли 1877, Бирщайн; † 28 Сеп 1943, Хадамар), омъжена на 27 юни 1919 г. в Берлин за Георг Байер (* 29 февруари 1880, Кастел при Майнц; † 13 май 1941, Хадамар)
- Аделхайд Мария София Карола Алойзия Леополдина Антония Анна Франциска Еулалия Елизабет Тереза Йозефа Томаса фон Изенбург-Бюдинген-Бирщайн (* 31 октомври 1878, Бирщайн; † 4 март 1936, Дургне, Тарн, Франция), неомъжена

## Произведения
- Die neue Aera in Baden. Verlag für Kunst und Wissenschaft, Frankfurt am Main 1866.
- Die Parteien im deutschen Reichstag und die Socialdemokratie. Ein Beitrag zur Lösung der brennenden Frage der Gegenwart auf dem Wege der Gesetzgebung. Verlag Franz Kirchheim, Mainz 1877.